# Stefan Stratimirović
Étienne Ier Stratimirović
Pour les articles homonymes, voir Famille Stratimirović.
Stefan Stratimirović ou Stevan Stratimirović (en serbe cyrillique : Стефан Стратимировић ou Стеван Стратимировић ; né le 27 décembre 1757 à Kulpin et mort le 23 septembre 1836 à Sremski Karlovci est un prélat de l'Église orthodoxe serbe. Il a été métropolite de Karlovci de 1790 à 1836.

## Jeunesse et formation

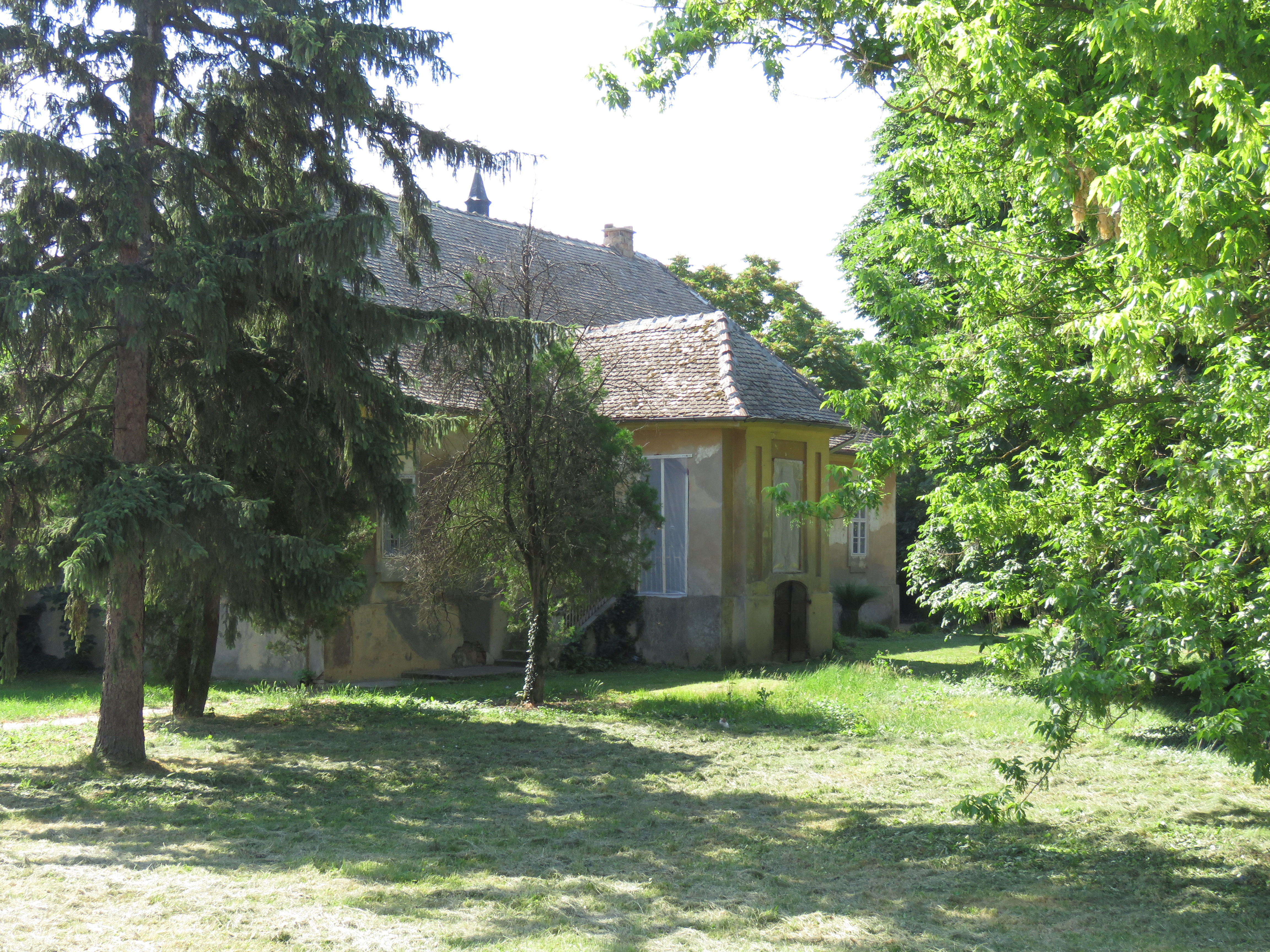
Le « petit château », un des deux châteaux de la famille Stratimirović à Kulpin.

Stefan Stratimirović est né à Kulpin dans la région de la Bačka, dans une famille originaire de la région de Trebinje en Herzégovine,. Son père se prénommait Jovan ou Nikola et sa mère Angelina. Son grand-oncle Bogić Vučković-Stratimirović avait été anobli pour sa bravoure militaire par l'empereur Charles VI, et, en 1745, son titre de noblesse avait été confirmé par la grande duchesse Marie-Thérèse, qui lui avait donné environ 10 000 acres terres arables à Kulpin,, où il s'était installé avec ses frères. En 1793, le métropolite Stefan a compilé la « Généalogie de la famille Stratimirović » à Kulpin.
Le père de Stefan Stratimirović est mort prématurément et le futur prélat a été élevé par sa mère. Il a effectué ses études élémentaires avec un enseignant de sa ville natale et, quand son premier maître a été transféré à Begeč, il l'a suivi dans cette ville, où il a passé le reste de son enfance. Puis, il a commencé ses études secondaires au lycée de Novi Sad, où il a appris les bases de l'allemand et du latin ; il les a poursuivies à Szeged, où il a également appris le hongrois, avant de parachever ses humanités à Vác (poésie, éloquence) en 1775,,. Il a ensuite étudié la philosophie et le droit hongrois à Buda, où il a manifesté dans la discipline philosophique « une tendance au raisonnement indépendant » (Đoko M. Slijepčević), mais il a aussi montré un intérêt particulier pour le droit ecclésiastique ; il a poursuivi ses études de droit à Vienne, en approfondissant ses connaissances en droit canonique mais aussi en droit romain. À Vienne, Stratimirović a fait la connaissance d'Adam František Kollár (1718-1783), qui l'a encouragé à étudier la langue et l'histoire nationale slaves.

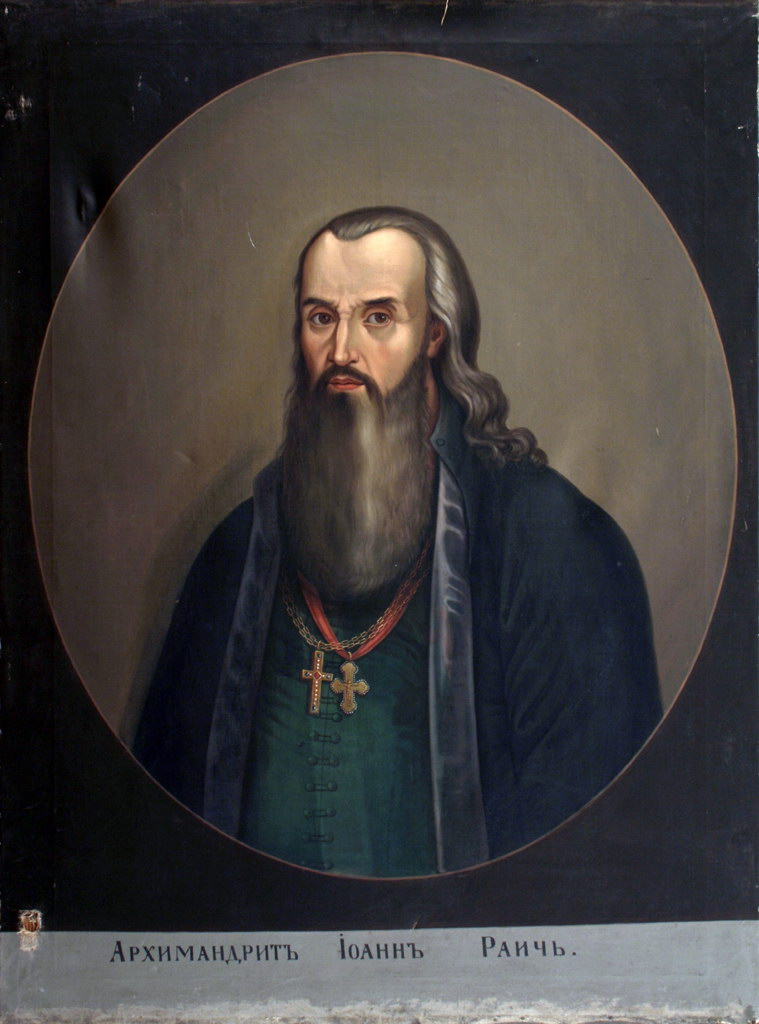
L'archimandrite Jovan Rajić, le grand mentor et l'ami intime de Stefan Stratimirović.

Fin 1783, même si les motifs n'en sont pas connus, Stefan Stratimirović a changé de voie et s'est rendu à Sremski Karlovci pour embrasser une carrière sacerdotale. À cette fin, il devait recevoir un enseignement religieux car, alors qu'il avait 26 ans, il n'avait encore reçu qu'une formation laïque et, à cette époque, Karlovci ne comptait aucune école théologique et liturgique. En revanche, sa rencontre avec l'archimandrite Jovan Rajić (1726-1801), un théologien et historien bien connu, a été déterminante : les connaissances et l'intelligence critique de Stratimirović ont été nourries par « le trésor de l'archimandrite, qui était inépuisable »(Đoko M. Slijepčević) et le futur métropolite a étudié la théologie à partir du travail du Corpus theologicum de Rajić. Malgré leur différence d'âge et les différends qu'ils ont pu avoir par la suite, les deux hommes sont devenus des amis intimes et le sont restés jusqu'au bout, ce dont témoigne leur correspondance personnelle.

## Carrière ecclésiastique jusqu'en 1790

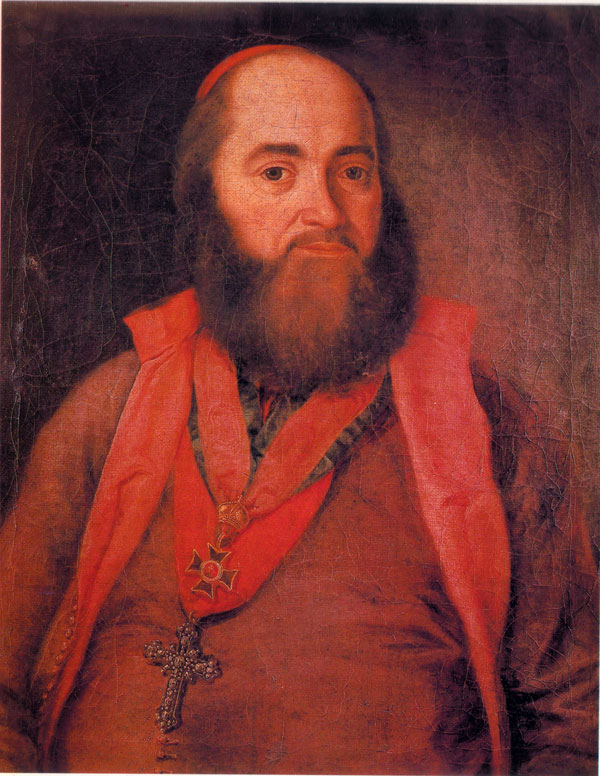
Le métropolite Mojsije Putnik, prédécesseur de Stefan Stratimirović à la tête de la métropole de Karlovci, portrait par János Donát.

À partir de 1784, Stratimirović a très rapidement gravi les échelons de la hiérarchie ecclésiastique : le 25 mars 1784, le métropolite Mojsije Putnik l'a ordonné diacre et le 28 mars de la même année, il a été fait archidiacre ; il est devenu moine le 29 juin et, dès le 6 juillet, il a été ordonné hiéromoine et est devenu sinđel du métropolite ; le 15 août, il a été promu archimandrite par Mojsije Putnik pour « le garder à sa cour ». Rumni Jovanović affirme à ce sujet que le métropolite Putnik a laissé Stratimirović choisir dans quel monastère il voulait exercer sa fonction. Stratimirović a choisi le monastère de Krušedol, mais il était surtout impliqué aux côtés du métropolite de Karlovci.
En 1786, Stratimirović, d'abord pressenti pour devenir évêque de Vršac, a été élu le 15 mai évêque de Buda ; son élection a été confirmée par l'empereur d'Autriche. Stratimirović est resté à la tête de l'éparchie de Buda jusqu'à son élection comme métropolite en 1790. Il était alors encore jeune et inexpérimenté mais Evgenije Jovanović (1802-1854) souligne qu'il faisait la démonstration « de son zèle et de sa connaissance des affaires juridiques » mais il a si bien réussi à utiliser ses connaissances, principalement théoriques, dans la pratique que le métropolite lui-même lui a demandé des conseils. À la tête de son éparchie (évêché), Stefan a remis de l'ordre dans son diocèse, s'est occupé des églises et des écoles et pendant la guerre russo-austro-turque de 1787-192, il a préservé les archives métropolitaines de Karlovci, qui lui ont été confiées ; placée dans une solide bâtisse de Szentendre, dotée de solides barres de fer, dont les portes étaient protégées et marquées de ses sceaux.

## Métropolite de Karlovci

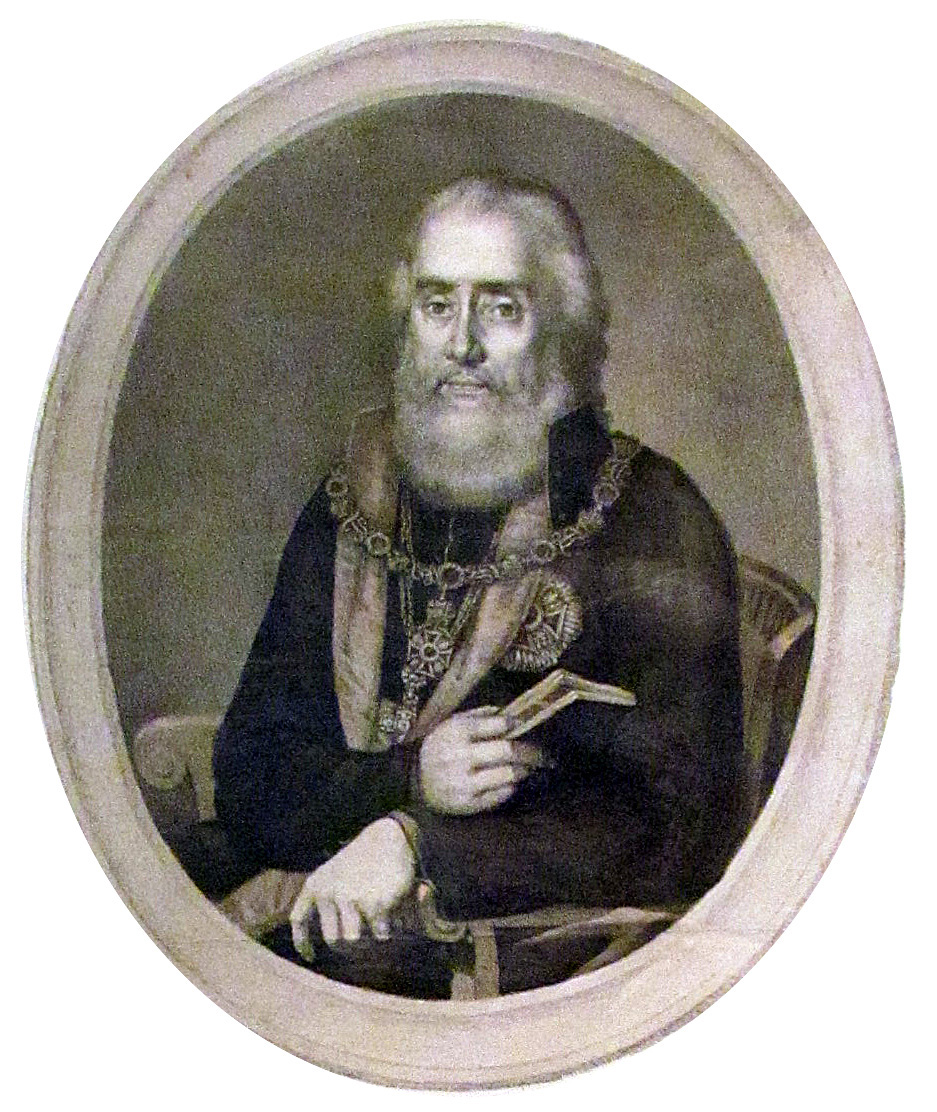
Portrait de Stefan Stratimirović, lithographie colorisée de Josif Cigler, 1822, Musée national de Belgrade.

À la demande expresse du métropolite Mojsije Putnik, une « assemblée ecclésiastique et nationale » (en serbe : Црквено-народни сабор et Crkveno-narodni sabor) a été prévue à Timisoara, visant à obtenir le rétablissement d'une institution judiciaire particulière et autorisée par l'empereur d'Autriche Joseph II,. En revanche, à la suite de la mort Putnik le 28 juin 1790, l'Assemblée de Timisoara s'est également transformée en réunion électorale pour la désignation du nouveau métropolite de Karlovci et, à l'occasion de cette réunion, qui rassemblait une centaine de députés, Stefan Stratimirović a été élu à cette fonction, face à deux autres compétiteurs, l'évêque de Timișoara Petar Petrović et l'évêque de Vršac Josif Jovanović Šakabenta, ; Stratimirović a été élu à l'unanimité au second tour. D'après toutes les informations dont les historiens disposent, Stefan Stratimirović n'a rien fait pour remporter cette élection ; comme le rapporte Sava Tekelija, il en a même été effrayé car il n'avait que 33 ans et il était conscient de sa jeunesse et de son inexpérience. Peu de temps après son élection, Stratimirović s'est rendu à Vienne pour remercier l'empereur et lui exprimer la gratitude du peuple serbe pour la confirmation rapide de l'élection. Dans une lettre adressée aux évêques de Vršac, Timişoara et Arad, il leur précise la raison de son départ en leur recommandant de se rendre eux aussi à Vienne pour, à un moment si critique, « avec une pensée et des mains unies, envisager ce qui concerne toute la nation ». L'historien Manojlo Grbić (1844-1899) définit plus clairement le but de Stratimirović à Vienne. Stratimirović, dit-il, s'est rendu à Vienne, « pour accélérer le règlement des demandes de l'Assemblée de Timisoara et, à cette fin, pour rendre des ordonnances conformes à celles des tribunaux et, en même temps, il a proposé les membres qui devraient participer aux consultations »,. Parmi ces membres figurait l'évêque Petar Petrović. Quand la commission a terminé ses travaux, elle a soumis un rapport à l'empereur qui a été approuvé le 23 avril 1791. Si la recréation du « greffe d'Illyrie » n'a duré que peu de mois, en 1792, la Diète du Royaume de Hongrie a adopté des dispositions législatives permettant au métropolite et aux évêques de la métropole de Karlovci d'avoir un droit de vote lors de ses assemblées et elle a accordé aux Serbes le droit de citoyenneté,.

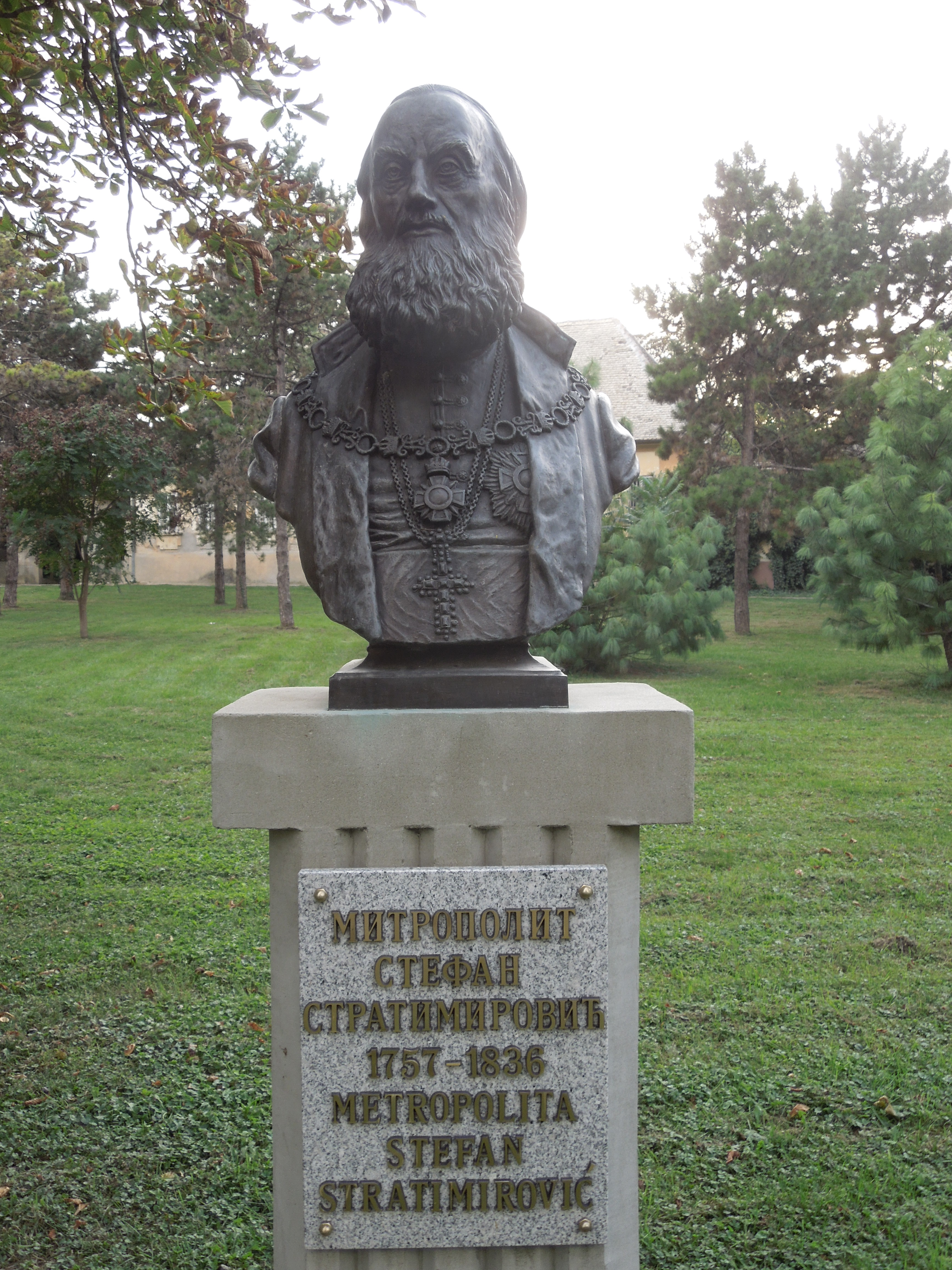
Buste de Stefan Stratimirović dans l'Allée des Grands du parc de Kulpin, œuvre de Đorđe Lazić-Ćapša, 2013.

À propos de Stefan Stratimirović, Slijepčević écrit qu'à compter de cette Assemblée de Timisoara et de son voyage à Vienne et de ses suites, « sa biographie se confond avec l'histoire de notre Église (i.e. l'Église orthodoxe serbe) dans la métropole de Karlovci » ; l'historien décrit le métropolite comme « le centre et le point de départ de tout effort dans l'Église » et il affirme que son esprit et son activité ont « imprégné les événements, les dominant, donnant une direction à la vie entière du peuple (serbe) et de l'Église ».
Stefan Stratimirović est mort dans la nuit du 23 au 24 septembre 1836. Dans son Autobiographie, Sava Tekelija raconte que le 23 au soir le métropolite avait reçu la princesse de Serbie Ljubica Obrenović et ses deux fils, les princes Milan et Michel et qu'il les avait serrés dans ses bras. Il a été enterré dans la cathédrale Saint-Nicolas de Sremski Karlovci à côté du métropolite Pavle Nenadović.

## Son œuvre en tant que métropolite

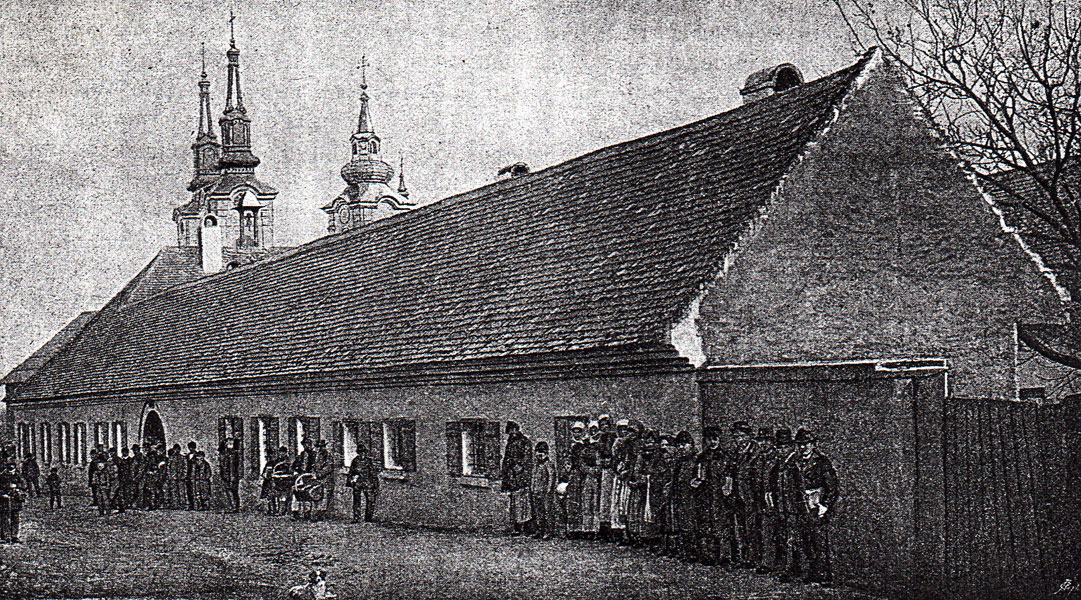
Le lycée de Karlovci au XIXe siècle.

D'une façon générale, la personnalité de Stefan Stratimirović se révèle, à bien des égards, comme complexe : esprit vif et curieux, patriote serbe sincère et homme politique aux vues larges, le métropolite a accompagné les questions culturelles de son temps et celles du peuple serbe ; chef de l'Église orthodoxe serbe dans la Monarchie de Habsbourg, il a été en même temps le chef politique du peuple, cette liaison entre le religieux et le temporel renforçant le caractère complexe du personnage. Lorsqu'il a été élu métropolite, l'Église serbe était placée sous le contrôle total de l'État, ce qui l'a conduit à des manœuvres permettant de concilier les autorités de Vienne et les intérêts de l'Église et de la nation qu'il défendait et, de fait, Stratimirović a réussi à gagner et à conserver la confiance de la cour, tandis que le peuple serbe a vu en lui un protecteur influent. L'historien Đoko Slijepčević le décrit comme un « conservateur dans le meilleur sens du terme », qui « n'a introduit aucune réforme radicale dans l'Église, mais (...) a essayé sans relâche de vivre en elle dans sa vie intérieure et d'élever le niveau intellectuel et culturel, spirituel et moral du clergé », veillant au respect de tous les privilèges que l'Église serbe avait obtenus et qu'elle conservait encore. En fait, son attachement à la cour de Vienne et à la Monarchie des Habsbourg était stratégique et Stratimirović regardait fondamentalement du côté de la Russie car il croyait que ce n'est qu'avec son aide que les Serbes pourraient restaurer leur État perdu. Sur le plan ecclésiastique, il pensait qu'il fallait s'en tenir aux vieux modèles et, notamment, à ceux qui venaient de Russie, où le lien entre le peuple et l'Église était maintenu.

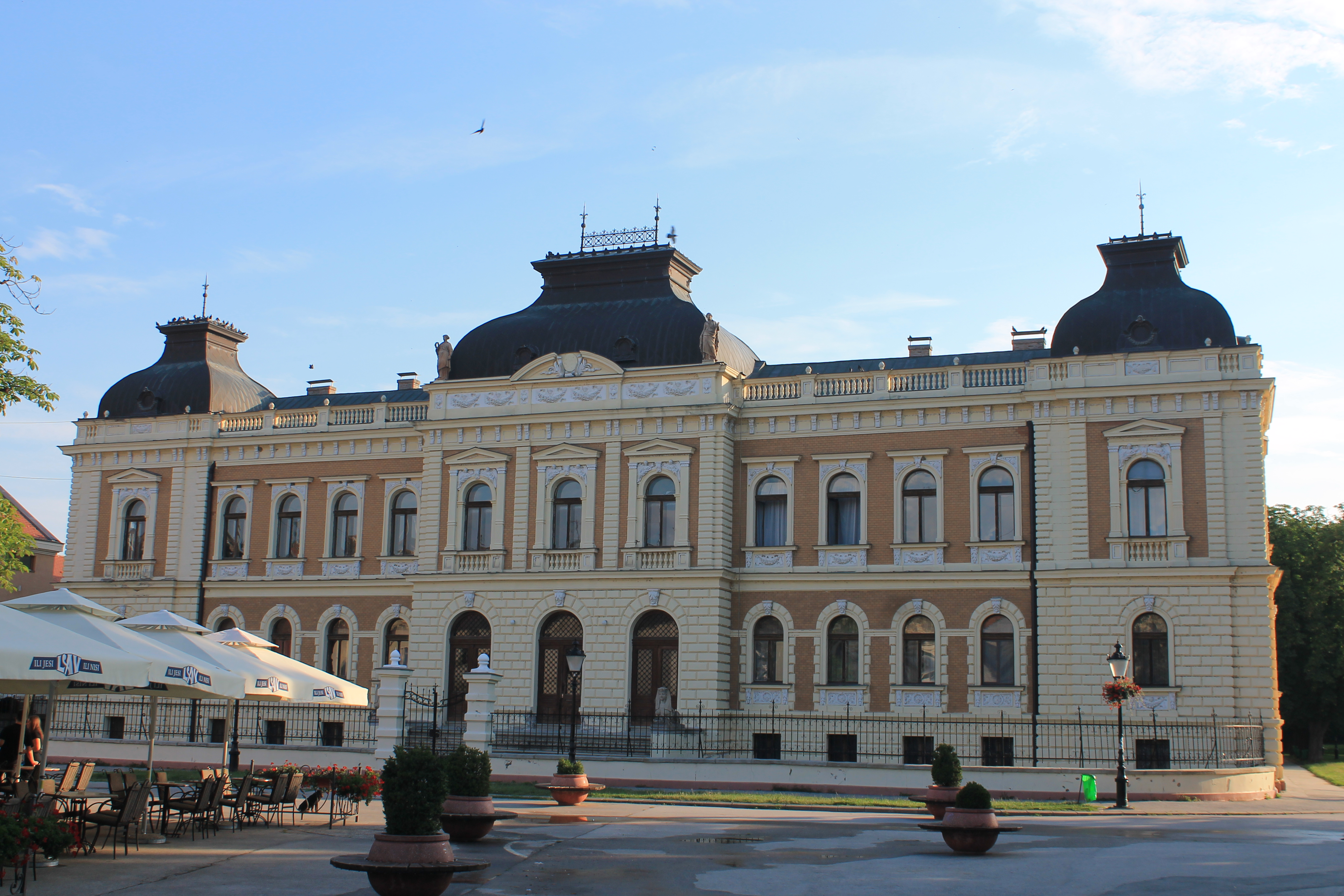
Le Séminaire Saint-Arsène de Syrmie de Sremski Karlovci.

Concrètement, le métropolite, qui avait reçu une éducation soignée et qui était un ami des livres et de la science, a accordé une grande attention à l'éducation de l'éducation de la jeunesse serbe et, particulièrement à celle des jeunes membres du clergé. Grâce au soutien financier du riche marchand Dimitrije Anastasijević Sabov, il a fondé le lycée de Karlovci en 1791-1792 puis, en 1793-1794, le Séminaire de Karlovci. Le Grand lycée orthodoxe de Novi Sad a été créé en 1810, grâce à un legs du riche marchand Sava Vuković et grâce au soutien du métropolite Stratimirović et de l'évêque de Bačka Gedeon Petrović,,.
Même avant l'élection de Stratimirović, les conditions de vie des prêtres étaient souvent difficiles, particulièrement dans les villages des Confins militaires de l'empire d'Autriche ; la neuvième Assemblée du peuple et de l'Église, les députés ont jugé qu'il était impossible d'avoir un meilleur clergé sans une amélioration des revenus et sans un Séminaire principal. Le métropolite était conscient des difficultés matérielles du clergé, comme en témoigne sa correspondance ; le 15 mars 1795, il a écrit au prêtre Stevan Urošević de Šid, un message personnel : « Nous savons comment une grande partie de notre clergé paroissial est pauvre (...) ; l'été, ils (les prêtres) s'engagent dans les travaux agricoles avec toute leur famille »,. Afin d'améliorer la situation, Stratimirović, avec le soutien du comte de Colloredo, a lancé une vaste consultation dans la métropole de Karlovci ; l'idée qui lui tenait le plus à cœur était la création d'un Fonds permettant de verser un salaire régulier aux prêtres.

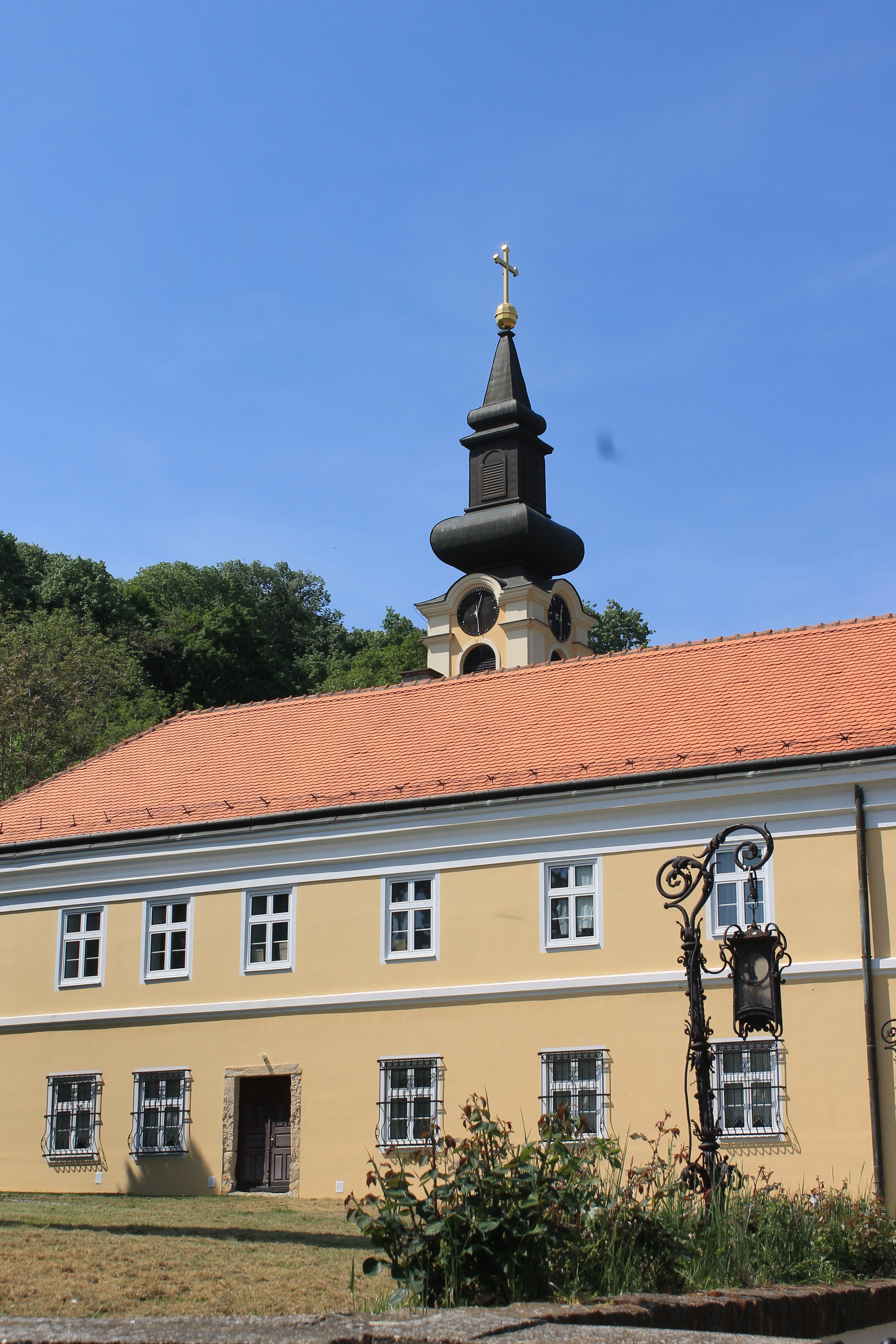
Vue du monastère de Hopovo (Novo Hopovo), où Stefan Stratimirović a ouvert une école.

Conscient du fait que les moines étaient le fondement de la vie spirituelle de l'Église orthodoxe et l'une des sources privilégiées de sa hiérarchie, Stefan Stratimirović a tenté de remettre de l'ordre dans les monastères et dans la vie monastique. Le 10 février 1810, il a été à Aron Radovanović, l'higoumène (abbé) du monastère de Fenek, qu'on lui avait signalé que les jeunes frères de son monastère portaient une tenue luxueuse, « avec une doublure rouge et des rabats sur les manches, des ceintures rouges (...) et des cols à la mode ornés de fleurs (...), même dans les lieux où ils font l'aumône (...), sans aucun respect ni aucune honte »,. Cette dissolution morale touche également nombre d'archimandrites qui vivent dans le luxe, notamment dans les monastères de la Fruška Gora, qui détournent les revenus monastiques qu'ils « utilisent simplement pour leur bénéfice personnel, leur amusement et leur plaisir », et qui contractent même des dettes en leur nom. Face à la résistance des abbés, le métropolite a d'abord eu recours à des mesures administratives : il leur interdit de faire quoi que ce soit concernant les affaires monastiques « de manière arbitraire » ; tous les travaux monastiques doivent être effectués selon les instructions du consistoire et s'il est nécessaire de faire des dépenses plus élevées pour réparer certains bâtiments ou en construire il est nécessaire d'obtenir l'avis des autorités ecclésiastiques et des « anciens assermentés » avant d'envoyer le projet au Consistoire ; l'abbé n'est autorisé à emprunter qu’après l’approbation de la Commission d’appel. Aucun abbé, abbé ou archimandrite n'est autorisé à diriger un commerce, à part et en dehors du monastère pour son propre bénéfice. Il interdit aux moines de porter des vêtements luxueux et s'en prend surtout à « ce vain train de vie de quelques archimandrites » qui montent dans une calèche tirée par quatre chevaux, tandis que « leur monastère sans toit a presque honte »,. En revanche, Stratimirović ne s'en est pas tenu à des mesures administratives ; conscient de l'importance de l'instruction et de la formation dans l'élévation spirituelle du clergé, il a également ouvert une école monastique au monastère de Hopovo, dont il s'est personnellement occupé avec l'aide de l'archimandrite Pavle Hadžić et que l'ethnographe et écrivain Johann von Csaplovics décrit comme « une petite copie de l'école de Karlovci », ; on y enseignait la langue slave de l'Église, les bases de la dogmatique et de l'éthique (selon les 10 commandements) et aussi l'arithmétique ; tous ceux qui voulaient devenir moines et tous ceux qui étaient moines pouvaient y étudier. Malgré l'ordre formel du métropolite et le rappel à l'ordre du Consistoire, les abbés des monastères de la Fruška Gora n'ont pas financé l'école.